# Šumet
Šumet (in italiano Gionchetto, desueto) è una frazione della città croata di Ragusa.